# Portada/article desembre 2

## Disc de Nebra
El disc de Nebra, o disc celeste de Nebra, és la representació més antiga que es coneix de la volta del cel i dels fenòmens astronòmics. Es tracta d'una peça arqueològica descoberta l'any 1999 a la muntanya de Mittelberg, prop de Nebra, a l'estat de Saxònia-Anhalt, Alemanya. És una placa de bronze, quasi rodona, de 2 kg de massa i té aproximadament un diàmetre de 32 cm. Pertany a la cultura d'Unetice de fa 3600 anys; la cultura Unetice, o Aunjetitz en alemany, és una cultura prehistòrica que es va desenvolupar durant l'edat del bronze a la zona entre els rius Rin i Dnièster i des de la mar Bàltica fins al Baix Danubi. Els experts diuen que representa el firmament, amb l'ús d'elements abstractes. Es troba al Landesmuseum der Vorgeschichte de Halle.